# Michele Balaguer
Miguel Juan Balaguer Camarasa (meistens Michele Balaguer; * 1597 in Camarasa; † 5. Dezember 1663 in Malta) war ein spanischer Geistlicher und Bischof von Malta.

## Leben
Er wurde vom Großmeister des Malteserordens Antoine de Paule dem König von Spanien und von Sizilien Philipp IV. als Bischofskandidat für das Bistum Malta vorgeschlagen. Der zu jener Zeit amtierende Inquisitor in Malta Martino Alfieri unterstützte diese Nominierung. Papst Urban VIII. präkonisierte Michele Balaguer im geheimen Konsistorium vom 12. Februar 1635. Die Bischofsweihe spendete ihm am 18. Februar 1635 Kardinal Francesco Maria Brancaccio; Mitkonsekratoren waren Carlo Carafa, Bischof von Aversa, und Pier Luigi Carafa, Bischof von Tricarico.
Nachdem der Inquisitor in Malta Fabio Chigi – der spätere Papst Alexander VII. – zum Bischof von Nardó erwählt worden war, spendete Michele Balaguer ihm am 1. Juli 1635 als Hauptkonsekrator die Bischofsweihe.
Während seiner Amtszeit geriet Bischof Balaguer vielfach mit dem Malteserorden und mit den Vertretern des Heiligen Offiziums auf Malta in Konflikt. Ihm wurde zudem vorgeworfen, dass er die Disziplin der Priester seines Bistums und die Beachtung der Regeln des Tridentinum vernachlässigte.